# Rabdophaga walshii
Rabdophaga walshii är en tvåvingeart som först beskrevs av Ephraim Porter Felt 1908.  Rabdophaga walshii ingår i släktet Rabdophaga och familjen gallmyggor.
Artens utbredningsområde är Illinois. Inga underarter finns listade i Catalogue of Life.